# Anisometropía
La anisometropía es una condición en la que los ojos de una persona tienen un poder refractivo sustancialmente diferente. Generalmente, una diferencia de potencia de una dioptría (1D) es el umbral para el diagnóstico de la afección. Los pacientes pueden tener hasta 3D de anisometropía antes de que la afección se vuelva clínicamente significativa debido a dolor de cabeza, fatiga visual, visión doble o fotofobia.
El nombre de la condición proviene de sus cuatro componentes griegos : an- "no", iso- "igual", metr- "medida", ops "ojo". La antimetropía es un subtipo poco común de anisometropía en la que un ojo es miope (miope) y el otro ojo es hipermétrope (hipermetropía). Esta condición ocurre en aproximadamente el 0,1% de la población.
En ciertos tipos de anisometropía, la corteza visual del cerebro no puede procesar imágenes de ambos ojos simultáneamente (suma binocular), sino que suprime la visión central de uno de los ojos. Si esto ocurre con demasiada frecuencia durante los primeros 10 años de vida, mientras se desarrolla la corteza visual, puede provocar ambliopía, una condición en la que, incluso corrigiendo adecuadamente el error refractivo, la visión de la persona en el ojo afectado aún puede no ser completa. corregible a 20/20.

## Causas de anisometropia
La anisometropía es causada por errores refractivos comunes, como astigmatismo, hipermetropía y miopía, en un ojo.
La anisometropía es probablemente el resultado de influencias tanto genéticas como ambientales.
Algunos estudios sugieren que, en los adultos mayores, el desarrollo de cataratas asimétricas puede empeorar la anisometropía. Sin embargo, la anisometropía se asocia con la edad independientemente del desarrollo de cataratas: una rápida disminución de la anisometropía durante los primeros años de vida, un aumento durante la transición a la edad adulta, niveles relativamente sin cambios durante la edad adulta pero aumentos significativos en la edad avanzada.

## Diagnóstico
La anisometropía hace que algunas personas tengan problemas de visión leves u, ocasionalmente, síntomas más graves, como visión alterna o entrecerrar los ojos con frecuencia. Sin embargo, dado que la mayoría de las personas no muestran ningún síntoma claro, la afección generalmente se descubre durante un examen ocular de rutina.
Para la detección temprana en niños preverbales se puede utilizar el fotocribado. En esta breve prueba de visión, cámaras especializadas detectan los reflejos luminosos de cada ojo, que luego interpreta el software del equipo o un administrador de la prueba. Si el fotocribado indica la presencia de factores de riesgo, un oftalmólogo puede diagnosticar la afección después de un examen ocular completo, que incluye dilatar las pupilas y medir el poder de enfoque de cada ojo.

## Tratamiento

### Corrección de espectáculo
Para aquellos con altos grados de anisometropía, el uso de gafas estándar puede hacer que la persona experimente una diferencia en el aumento de la imagen entre los dos ojos ( aniseiconia), lo que también podría impedir el desarrollo de una buena visión binocular. Esto puede hacer que sea muy difícil usar gafas sin síntomas como dolores de cabeza y vista cansada. Sin embargo, cuanto antes se trate la afección, más fácil será adaptarse a las gafas.
Es posible fabricar lentes para gafas que puedan ajustar los tamaños de las imágenes presentadas al ojo para que sean aproximadamente iguales. Se llaman lentes iseikónicas. Sin embargo, en la práctica esto rara vez se hace.
La fórmula de las lentes iseikónicas (sin cilindro) es:
{\displaystyle {\textrm {Magnification}}={\frac {1}{(1-({\frac {t}{n}})P)}}\cdot {\frac {1}{(1-hF)}}}
dónde:</br> t = espesor central (en metros);</br> n = índice de refracción;</br> P = curva base delantera (en 1/metros);</br> h = distancia al vértice (en metros);</br> F = potencia del vértice posterior (en 1/metro), (esencialmente, la graduación de la lente, expresada en dioptrías ).
Si la diferencia entre los ojos es de hasta 3 dioptrías, las lentes iseikónicas pueden compensar. Sin embargo, con una diferencia de 3 dioptrías, las lentes serían muy visiblemente diferentes: una lente tendría que tener al menos 3 mm de espesor y tienen una curva base aumentada en 7,5 esferas.

### Lentes de contacto
La recomendación habitual para quienes necesitan corrección iseikónica es el uso de lentes de contacto . El efecto de la distancia del vértice se elimina y el efecto del grosor central también casi se elimina, lo que significa que hay una diferencia de tamaño de imagen mínima y probablemente imperceptible. Esta es una buena solución para quienes pueden tolerar las lentes de contacto.

### Cirugía refractiva
La cirugía refractiva provoca sólo diferencias mínimas de tamaño, similar a las lentes de contacto. En un estudio realizado en 53 niños que tenían ambliopía debido a anisometropía, la corrección quirúrgica de la anisometropía seguida de cirugía del estrabismo si era necesario condujo a una mejora de la agudeza visual e incluso a la estereopsis en muchos de los niños  ( ver: Cirugía refractiva ).

## Epidemiología
La determinación de la prevalencia de la anisometropía presenta varias dificultades. En primer lugar, la medición del error de refracción puede variar de una medición a otra. En segundo lugar, se han empleado diferentes criterios para definir la anisometropía, y el límite entre anisometropía e isometropia depende de su definición.
Varios estudios han encontrado que la anisometropía ocurre con más frecuencia y tiende a ser más grave en personas con ametropía alta, y que esto es particularmente cierto en el caso de los miopes. La anisometropía sigue una distribución en forma de U según la edad: es frecuente en bebés de sólo unas pocas semanas de edad, es más rara en niños pequeños, comparativamente más frecuente en adolescentes y adultos jóvenes, y más prevalente después de que aparece la presbicia, aumentando progresivamente en la vejez. edad.
Un estudio estimó que el 6% de las personas entre 6 y 18 años tienen anisometropía.
A pesar de las investigaciones realizadas sobre las características biomecánicas, estructurales y ópticas de los ojos anisometrópicos, las razones subyacentes de la anisometropía aún no se conocen bien.
Las personas anisometrópicas que tienen estrabismo son en su mayoría hipermétropes y casi todas tienen (o han tenido) esotropía. Sin embargo, hay indicios de que la anisometropía influye en el resultado a largo plazo de la corrección quirúrgica del estrabismo interno y viceversa. Más específicamente, para los pacientes con esotropía que se someten a cirugía de estrabismo, la anisometropía puede ser uno de los factores de riesgo para desarrollar exotropía consecutiva  y la función binocular deficiente puede ser un factor de riesgo para que se desarrolle o aumente la anisometropía.